# Harvey Kurtzman
Harvey Kurtzman (Brooklyn, 1924. október 3. – Mount Vernon, New York, 1993. február 21.) amerikai képregényalkotó, a MAD és a Help! című magazinok alapítója, valamint a Playboy Little Annie Fanny című képsorának társalkotója. Az amerikai szatirikus felnőtt képregény műfajának nagy hatású alkotója.

## Életpályája
Harvey Kurtzman a Fiorello H. LaGuardia művészeti középiskolában tanult, ahol megismerkedett több leendő munkatársaival, köztük Harry Chesterrel és Bill Elderrel. Első munkái a Tip Top Comicsban jelentek meg 1939-ben. Ezt követően számos kiadónál jelentek meg munkái, köztük a Marvel Comics elődjénál, Timely Comics kiadványaiban is 1946 és 1949 között, valamint a New York Herald Tribune-ben.
1949-től az EC Comics munkatársaként horror és tudományos-fantasztikus történeteken dolgozott, majd 1950-ben a Two-Fisted Tales című háborús képregényfüzet, majd egy évvel később a Frontline Combat szerkesztője lett. Eközben olyan alkotókkal dolgozott együtt mint Wallace Wood, John Severin, Jack Davis és Bill Elder. Mikor az 1952-től megjelenő szatirikus MAD képregényfüzet 1954-ben felnőtt magazinná alakult át, Kurtzman továbbra is lap szerkesztője és egyik legkreatívabb alkotója maradt egészen 1956-ig, mikor az EC Comics tulajdonosával, William Gainesszel való nézetkülönbségek miatt megvált a kiadótól és a MADtől. Ezt követően több, rövid életű magazint is alapított, köztük a Trump-ot és a Humbugot, de foglalkozott nem képregényes kiadványokkal is, mint például a Madison Avenue Magazine és az Esquire.
1960-ban a Warren Publishinggal közreműködve indította el a MADhez hasonlóan szatirikus magazint, a Help!-et, mely azonban néhány év után, 1965-ben megszűnt. Little Annie Fanny című képsora, melyet Bill Elderrel együtt alkotott meg, 1962 és 1988 között jelent meg a Playboyban.
1973-tól a New York-i School of Visual Arts tanára lett és továbbra számos képsoron, képregényen és antológián dolgozott. Nem sokkal 1993-ban bekövetkezett halála előtt közreműködött a Two-Fisted Tales a Dark Horse Comics által újraindított változatában is.